# Eggert Guðmundsson
Eggert Guðmundsson (ur. 1906 w Stapakot, Innri-Njarðvík, zm. 1983) – islandzki malarz, znany z islandzkich pejzaży.

## Życiorys
Eggert Guðmundsson urodził się w 1906 roku w historycznym domu Stapakot w Innri-Njarðvík, dzielnicy Keflavíku. W młodym wieku rozpoczął naukę sztuki malarskiej u malarza Stefána Eiríkssona oraz wybitnego islandzkiego rzeźbiarza Einara Jónssona. Jesienią 1927 roku wyjechał na dalsze studia za granicę – przez trzy lata przebywał w Monachium w Niemczech, a przez rok studiował we Włoszech. Za granicą przebywał aż do roku 1940, by na stałe powrócić do Islandii.
Stał się popularnym malarzem, któremu poświęcono liczne wystawy indywidualne zarówno na Islandii, jak i za granicą. W 1974 roku w ramach wystawy narodowej w słynnym muzeum Kjarvalsstaðir w Reykjavíku zaprezentował 113 prac i rysunków.

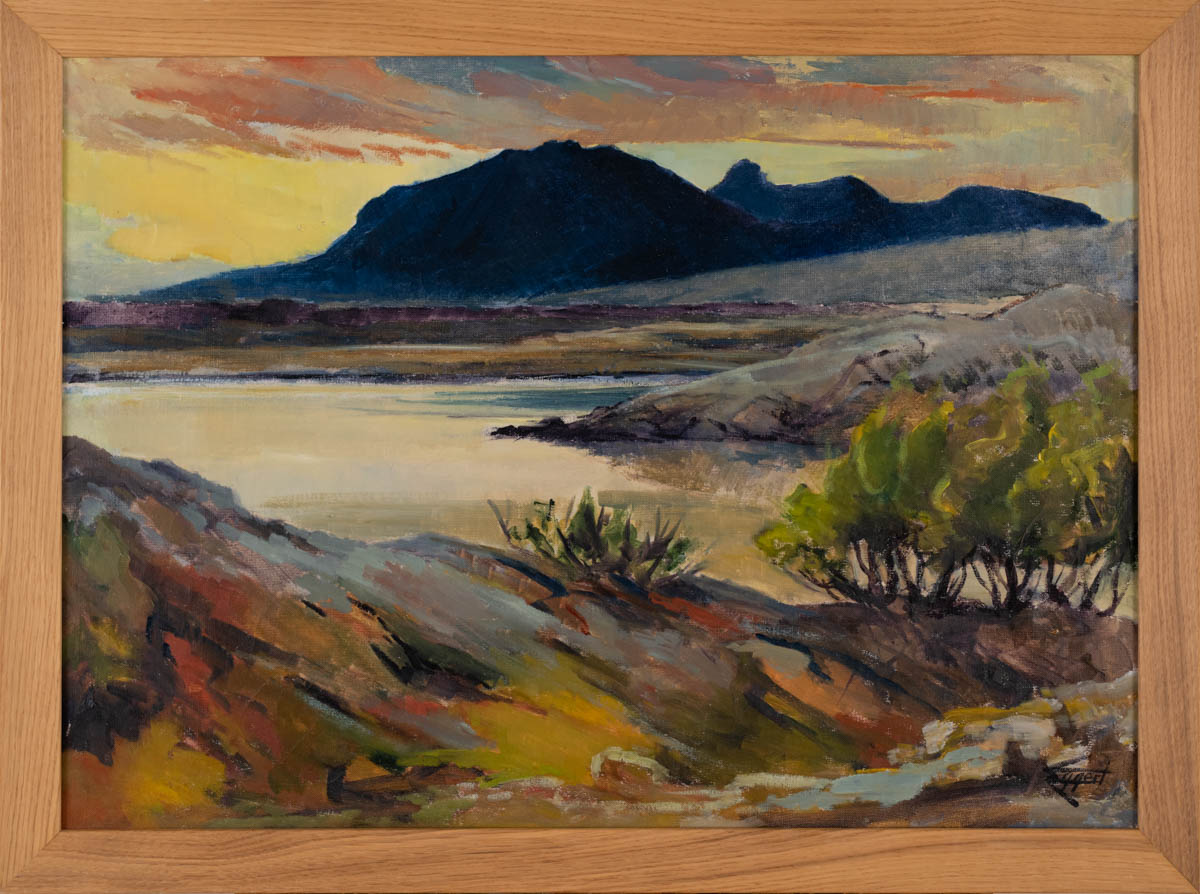
Eggert Gudmundsson, Frá Þingvöllum, olej na płótnie, 50x70 cm